# 蕭有和
蕭有和（？—1864年），廣西武宣縣河馬鄉人，太平天國的領導人之一。他是西王蕭朝貴的長子，也是幼南王蕭有福的胞兄。
蕭有和承襲父親蕭朝貴的爵位，稱幼西王，全稱「傳救世聖主先師天兄基督太子聖旨九門御林宿衛右弼軍正軍師天京神策右弼軍正掌率朝綱又正掌率天父天外孫天兄天王天甥開朝聖神雨雹英忠軍師奉天佐主頂天扶朝綱忠武幼西王」。他是天王洪秀全的外甥，深受洪秀全的信任，權勢頗大。根據忠王李秀成的描述，在太平天國末期，幼西王蕭有和是洪秀全最為重用的人，其次為信王洪仁發、勇王洪仁達，第三為干王洪仁玕，第四為金王鍾萬信、凱王黃棟樑、捷王黃文勝三位駙馬，第五為英王陳玉成，第六為忠王李秀成。
1864年洪秀全去世後，他與信王洪仁發、勇王洪仁達以及安徽歙縣人沈桂擁戴幼天王洪天貴福繼位，四人共同執掌朝政。天京被清軍攻破後，他隨幼天王一起出逃。後病死於廣德州，一說他與巨王洪和元、幼南王蕭有福、定王洪鈺元、崇王洪利元、璋王林紹璋等一同戰死。